# Blast (группа)
Blast (стилизованное название — Bl’ast!) — американская панк-рок-группа, образованная в 1983 году в Санта-Крус, Калифорния. В 1991 году группа распалась, но в 2001 ненадолго воссоединилась, а в 2013 году вернулась в полноценном составе. Blast выпустили три студийных альбома, последним из которых стал Take the Manic Ride (1989), а также претерпели несколько изменений в составе, сохранив лишь вокалиста Клиффорда Динсмора и гитариста Майка Найдера в качестве постоянных участников.

## История
Blast выпустили свой первый альбом The Power of Expression в 1986 году. Сначала музыкантов подписал лейбл Green World Records. Позже Blast привлекли внимание SST Records, которые подписали с ними контракт на выпуск следующего альбома It’s in My Blood (1987). В том же году вышла 7-дюймовая пластинка, включающая кавер-версию песни Элиса Купера «School’s Out». Музыканты также были заядлыми скейтбордистами и писали музыку для видеороликов компании Santa Cruz Skateboard, выпускавшей роликовые доски. SST и Santa Cruz Skateboards выпускали общие видеоработы и продукты с символикой компании, так как Найдер много лет работал в Santa Cruz Skateboard. Третьим релизом группы на лейбле SST стала пластинка Take the Manic Ride, выпущенная в 1989 году.
Blast распались в 1991 году во время работы над своим очередным альбомом. Найдер и Торгерсон основали группу Blackout, выпустив одноимённый диск. Позже они создали проект LAB, выпустили компакт-диск и мини-альбом с четырьмя песнями, активно выступая вместе с со стоунер-рок-группой Fu Manchu. В составе LAB некоторое время также играл бывший барабанщик Kyuss и Fu Manchu Брант Бьорк. В 2001 году Blast воссоединились для нескольких реюнион-концертов на Западном побережье США .
3 сентября 2013 года совместными усилиями лейбла Southern Lord и Дэйва Грол была выпущена сведённая заново версия альбома It’s in My Blood, получившая название Blood! После релиза оригинальный вокалист Клиффорд Динсмор и гитарист Майк Найдер пригласили басиста Чака Дуковски и барабанщика Дэйва Грола принять участие в записи мини-альбома Blast For The Who’ve Graced The Fire, который вышел на лейбле Rise Records. Кроме того, Майк Найдер и Клиффорд Динсмор пригласили басиста Ника Оливери и барабанщика Джои Кастильо в новый состав Blast. В 2015 году группа выпустила сингл «For Those Who Graced the Fire» и начала работать над полноценным альбомом.

## Дискография

### Студийные альбомы
- The Power of Expression (1986)
- It’s in My Blood (1987)
- Take The Manic Ride (1989)
- Blood! (2013)
- Expression of Power (2014)

### Мини-альбомы и синглы
- For Those Who’ve Graced the Fire (2015)
- BL’AST! / eyehategod split (2016)

### Демо-записи
- Whirlwind (1991)[3]